# Niemieckie czołgi zdobyczne w okresie I wojny światowej

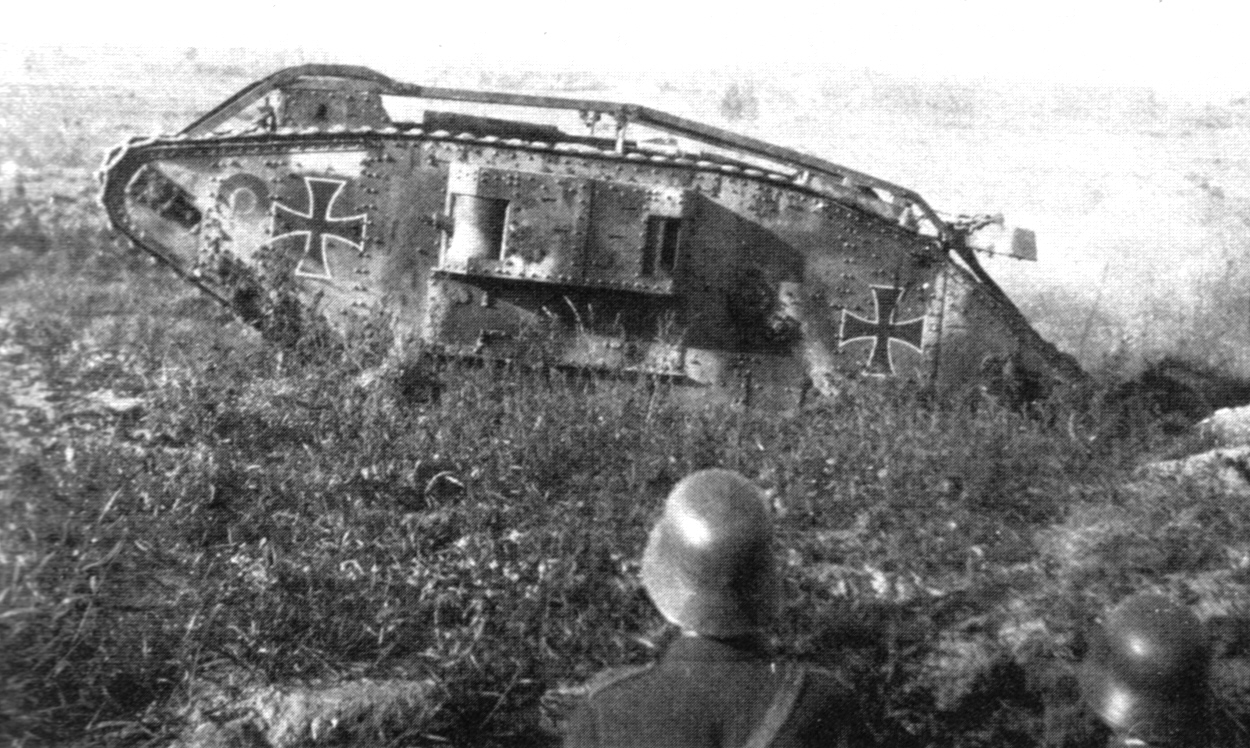
Zdobyczny brytyjski czołg Mark IV „żeński” w służbie niemieckiej (1918)

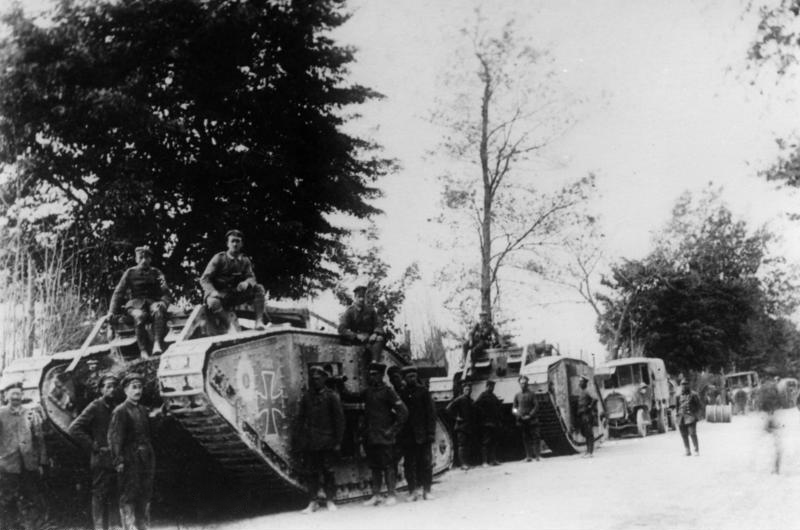
Zdobyczne brytyjskie czołgi Mark IV, wykorzystywane przez żołnierzy niemieckich podczas II bitwy nad Marną (1918)

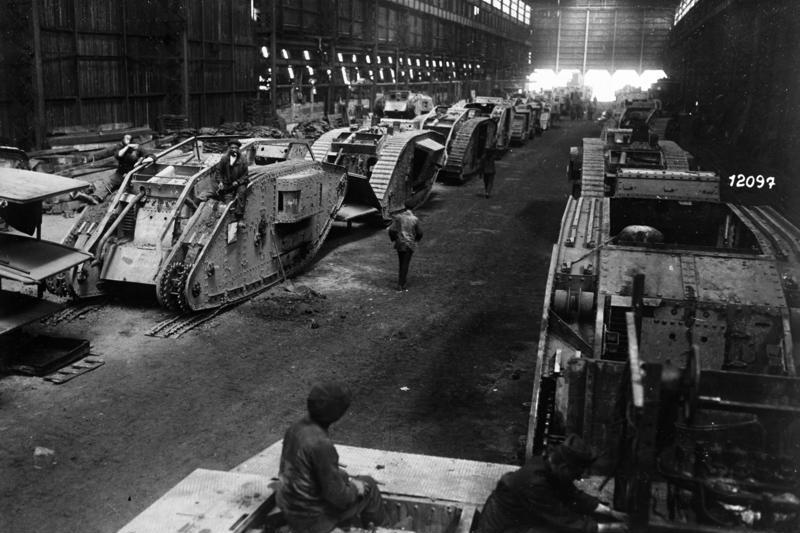
Brytyjskie czołgi zdobyczne remontowane dla potrzeb Armii Cesarstwa Niemieckiego na zapleczu frontu niedaleko belgijskiego miasta Charleroi (1917)

Niemieckie czołgi zdobyczne w okresie I wojny światowej – czołgi zdobyte, a następnie użytkowane przez Armię Cesarstwa Niemieckiego na froncie zachodnim I wojny światowej w latach 1917–1918. 

## Historia
W Niemczech nie prowadzono początkowo prac nad rozwojem uzbrojonych pojazdów terenowych. Jedyny użytkowany podczas „wielkiej wojny” niemiecki czołg A7V, wszedł do służby w marcu 1918 roku – do końca wojny wyprodukowano go w liczbie 20 egzemplarzy, co wobec wielkiej przewagi ententy w broni pancernej było zbyt małą liczbą, aby miały one znaczenie podczas bitew i mogły przechylić szalę zwycięstwa na stronę armii niemieckiej. W tej sytuacji Niemcy chętnie wykorzystywali czołgi zdobyczne (niem. Beutepanzer). 
Pierwszymi czołgami na wyposażeniu armii kajzera były brytyjskie czołgi Mark IV i Mark A, zdobyte podczas bitwy pod Cambrai w 1917 roku. Przystosowano je do użytku w specjalnych warsztatach, przezbrojono w działa Nordenfelt kalibru 57 mm i karabiny maszynowe Maxim MG08 kalibru 7,92 mm; prawdopodobnie kilka „żeńskich” czołgów Mark IV uzbrojono w przeciwpancerne karabiny M1918 kalibru 13,25 mm. Dodatkowo czołgi „zaopatrzono” w Krzyż Żelazny jako godło państwowe i nową farbę maskującą. Niemcy zdobyli także niewielką liczbę francuskich czołgów St. Chamond M16 i Renault FT, ale używano ich głównie do testów.  
Liczba zdobycznych „tanków” znacznie przekraczała liczbę pojazdów produkowanych przez niemiecki przemysł zbrojeniowy, dzięki czemu tworzono całe jednostki pancerne w nie wyposażone. Czołgi, których nie dało się zabrać z pola bitwy, były pozbawiane uzbrojenia i wysadzane, aby nie mogły dostać się w ręce wroga. Do końca września 1918 roku Niemcy zdobyli w sumie 170 czołgów ententy. W tym czasie gotowych do użycia było 35.